# Vérandas Willems/Saison 2015
Dieser Artikel listet Erfolge und Fahrer des Radsportteams Vérandas Willems in der Saison 2015 auf.

## Saison 2015

### Erfolge in der UCI Europe Tour
| Datum             | Rennen                                                 | Kat. | Fahrer             |
| ----------------- | ------------------------------------------------------ | ---- | ------------------ |
| 25. März          | 2. Etappe Tour de Normandie                            | 2.2  | Dimitri Claeys     |
| 23.–29. März      | Gesamtwertung Tour de Normandie                        | 2.2  | Dimitri Claeys     |
| 25. April         | 4. Etappe Tour of Croatia                              | 2.1  | Dimitri Claeys     |
| 13. Mai           | 1. Etappe Flèche du Sud                                | 2.2  | Gaëtan Bille       |
| 22. Mai           | 1. Etappe Paris-Arras Tour (MZF)                       | 2.2  | Vérandas Willems   |
| 22.–24. Mai       | Gesamtwertung Paris-Arras Tour                         | 2.2  | Joeri Calleeuw     |
| 21. Juni          | Circuit de Wallonie                                    | 1.2  | Stef Van Zummeren  |
| 24. Juni          | Internationale Wielertrofee Jong Maar Moedig           | 1.2  | Dimitri Claeys     |
| 26. Juli          | Grand Prix de la ville de Pérenchies                   | 1.2  | Dimitri Claeys     |
| 29. Juli          | Prolog Volta a Portugal (EZF)                          | 2.1  | Gaëtan Bille       |
| 29. August        | 1. Etappe Ronde van Midden-Holland (MZF)               | 2.2  | Vérandas Willems   |
| 29.–30. August    | Gesamtwertung Ronde van Midden-Holland                 | 2.2  | Olivier Pardini    |
| 10. September     | 1. Etappe Giro della Regione Friuli Venezia Giulia     | 2.2  | Christophe Prémont |
| 10.–12. September | Gesamtwertung Giro della Regione Friuli Venezia Giulia | 2.2  | Gaëtan Bille       |

### Abgänge – Zugänge
| Zugänge              | Team 2014                          | Abgänge               | Team 2015                      |
| -------------------- | ---------------------------------- | --------------------- | ------------------------------ |
| Jérôme Gilbert       | Wanty-Groupe Gobert                | Jelle Mannaerts       | Colba-Superano Ham             |
| Jérôme Kerf          | Color Code-Biowanze                | Louis Convens         | T.Palm-Pôle Continental Wallon |
| Dries De Bondt       | Josan-To Win Cycling Team          | Nicolas Mertz         | T.Palm-Pôle Continental Wallon |
| Kai Reus             | Parkhotel Valkenburg Continental   | Nicolas Vereecken     | Team 3M                        |
| Dominique Cornu      | Sunweb-Napoleon Games Cycling Team | Jérémy Burton         | Douchy-Thalassa                |
| Stef Van Zummeren    | Team 3M                            | Jean-Albert Carnevali | Lotto-Soudal U23               |
| Christophe Prémont   | Wallonie-Bruxelles                 | Michael Goolaerts     | Lotto-Soudal U23               |
| Elias Van Breussegem | Doltcini-Flanders (2013)           | Floris Smeyers        | United Cycling Team            |
| Joeri Calleeuw       | Jielker Geldhof Cycling Team       | Walt De Winter        | Karriereende                   |
| Dimitri Claeys       | VL Technics-Abutriek               | Willem Wauters        | Karriereende                   |
| Sten De Gaucht       | Neoprofi                           | Niels Vandyck         | Unbekannt                      |
| Daan Myngheer        | Neoprofi                           |                       |                                |

### Mannschaft
| Teamkader 2015                                      | Teamkader 2015    | Teamkader 2015 | Teamkader 2015                          |
| Name                                                | Geburtsdatum      | Land           | Vorheriges Team                         |
| --------------------------------------------------- | ----------------- | -------------- | --------------------------------------- |
| Gaëtan Bille                                        | 6. April 1988     | Belgien        | Lotto-Belisol (2013)                    |
| Joeri Calleeuw                                      | 5. August 1985    | Belgien        | Geldhof Jielker (2014)                  |
| Dimitri Claeys                                      | 18. Juni 1987     | Belgien        | VL Technics-Abutriek (2014)             |
| Dominique Cornu                                     | 10. Oktober 1985  | Belgien        | Sunweb-Napoleon Games (2014)            |
| Dries De Bondt                                      | 4. Juli 1991      | Belgien        | Josan-To Win (2014)                     |
| Thomas De Troch (1. Jan.–24. Jul.)                  | 15. Dezember 1993 | Belgien        |                                         |
| Jérôme Gilbert (1. Jan.–19. Jun.)                   | 22. Januar 1984   | Belgien        | Wanty-Groupe Gobert (2014)              |
| Jérôme Kerf                                         | 1. September 1993 | Belgien        | Color Code-Biowanze (2014)              |
| Daan Myngheer                                       | 13. April 1993    | Belgien        | EFC-Omega Pharma-Quick Step (2014)      |
| Olivier Pardini                                     | 30. Juli 1985     | Belgien        | Colba-Superano Ham (2012)               |
| Christophe Prémont                                  | 22. November 1989 | Belgien        | Wallonie-Bruxelles (2014)               |
| Kai Reus                                            | 11. März 1985     | Niederlande    | Parkhotel Valkenburg Continental (2014) |
| Joren Touquet                                       | 6. März 2025      | Belgien        |                                         |
| Elias Van Breussegem                                | 10. April 1992    | Belgien        | VL Technics-Abutriek (2014)             |
| Stef Van Zummeren                                   | 20. Dezember 1991 | Belgien        | Team 3M (2014)                          |
| Sten Van Gucht                                      | 29. November 1992 | Belgien        | Profel Continental Team (2014)          |
| Ruben Van Der Haeghen (1. Aug.–31. Dez., Stagiaire) | 2. Dezember 1992  | Belgien        |                                         |
| Jari Verstraeten (16. Jul.–31. Dez., Stagiaire)     | 8. Februar 1989   | Belgien        |                                         |
| Emiel Wastyn                                        | 1. Januar 1992    | Belgien        | Ventilair-Steria (2013)                 |
|                                                     |                   |                |                                         |
| Quelle: ProCyclingStats                             |                   |                |                                         |